# Legendary Child
A Legendary Child az amerikai Aerosmith együttes dala, amely a 2012-ben kiadott Music from Another Dimension! albumon szerepelt. A dal digitális formában vált hozzáférhetővé 2012. május 24-én. A számot Steven Tyler énekes és Joe Perry gitáros írta meg még 1991-ben a Get a Grip albumhoz, de akkoriban nem adták ki. Megírásában Tyler és Perry mellett Jim Vallance is részt vett, aki a Get a Grip több számában is besegített külsős dalszerzőként. A dal a G.I. Joe: Retaliation című film betétdalaként is funkciónál, amely csak 2013 márciusában került adásba.
A Legendary Child debütálására az American Idol televíziós show évadzáró fináléjában került sor 2012. május 23-án. Az előadás utáni nap digitális letöltés formájában vált hozzáférhetővé, valamint a rádiók is sugározni kezdték. A Billboard US Rock Songs listáján a 29. helyre került.

## Helyezések
| Lista                     | Pozíció |
| ------------------------- | ------- |
| US Rock Songs (Billboard) | 29      |